# David Saelens

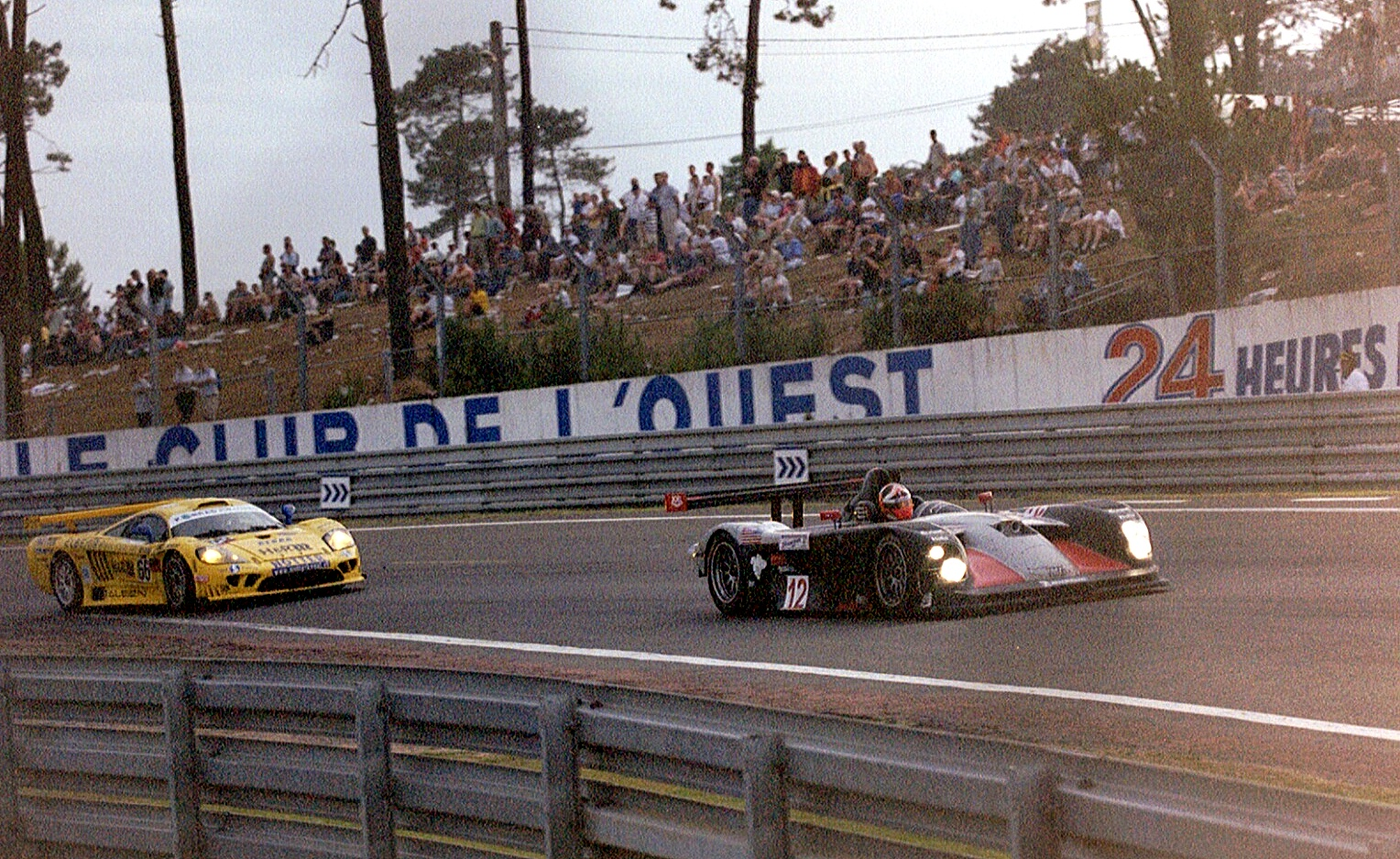
Der Panoz LMP-1 (rechts) von Benjamin Leuenberger, Scott Maxwell und David Saelens beim 24-Stunden-Rennen von Le Mans 2003

David Saelens (* 2. Juli 1975 in Ypern) ist ein ehemaliger belgischer Automobilrennfahrer. 1998 gewann er die französische Formel-3-Meisterschaft.

## Karriere
Saelens begann seine Motorsportkarriere 1986 im Kartsport, in dem er bis 1993 aktiv war. Nachdem er 1993 auch an der belgischen Tourenwagen-Meisterschaft teilgenommen hatte, wechselte er 1994 in den Formelsport und wurde auf Anhieb Dritter der Benelux Formel Renault. 1995 wechselte er in die europäische Formel Renault. Nachdem er die erste Saison auf dem neunten Platz beendet hatte, wurde er ein Jahr später hinter Enrique Bernoldi Vizemeister. Außerdem nahm er an einigen Rennen der französischen Formel Renault, die er auf den neunten Gesamtrang beendete, teil.
1997 wechselte Saelens zu ASM F3 in die französische Formel-3-Meisterschaft. Mit zwei Siegen beendete er die Saison auf dem dritten Platz im Gesamtklassement. 1998 absolvierte er seine zweite Saison in der französischen Formel-3-Meisterschaft für ASM F3. Der Belgier entschied 6 von 11 Rennen für sich und gewann den Meistertitel vor Franck Montagny. Saelens war der erste Nicht-Franzose der die französische Formel-3-Meisterschaft gewinnen konnte. Außerdem gewann der Rennfahrer das Formel-3-Masters in Zandvoort.
1999 wechselte er in die internationale Formel-3000-Meisterschaft und trat zunächst für WRT Fina an. Nachdem er sich für die ersten drei Rennen nicht hatte qualifizieren können, wechselte er zu Super Nova Racing, wo er Ricardo Maurício ersetzte. Saelens beendete gleich das erste Rennen für sein neues Team als Dritter auf dem Podest. Am Saisonende belegte er, während sein Teamkollege Jason Watt Vizemeister geworden war, den neunten Gesamtrang. 2000 blieb er bei Super Nova Racing und erhielt mit Nicolas Minassian einen neuen Teamkollegen. Wie im Vorjahr wurde sein Teamkollege Vizemeister. Saelens belegte mit drei dritten Plätzen als beste Resultate den siebten Gesamtrang.
2001 wechselte der Belgier zum italienischen Team European Minardi F3000. Seinen Teamkollegen Andrea Piccini hatte er in dieser Saison im Griff, allerdings blieben ihm Podest-Platzierungen verwehrt. Nachdem er zwei Rennen verletzungsbedingt hatte auslassen müssen, belegte er am Ende der Saison den zehnten Gesamtrang. Parallel zu seinem Engagement in der Formel 3000 startete Saelens in der Saison 2001 für das Team Rosberg in der DTM und wurde 21. in der Gesamtwertung. 2002 startete der Belgier bei den ersten fünf Rennen der Formel 3000 für European Minardi F3000. Er kam nur einmal ins Ziel und beendete die Saison auf dem 24. Gesamtrang. Außerdem absolvierte er Formel-1-Testfahrten für das Formel-1-Team von Minardi.
2003 verließ Saelens den Formelsport und wechselte in die American Le Mans Series. Mit fünf Podest-Platzierungen beendete er die Saison auf dem sechsten Platz in der Fahrerwertung. Außerdem nahm er am 24-Stunden-Rennen von Le Mans teil. 2004 wechselte er in den GT-Sport und trat im Porsche Supercup an. Nachdem er in seiner ersten Saison Sechster geworden war, erzielte er 2005 mit drei Siegen den dritten Gesamtrang, welcher seine beste Platzierung in dieser Serie darstellt. Saelens blieb noch drei weitere Saisons im Porsche Supercup und wurde 2005 mit seinem letzten Sieg Fünfter in der Gesamtwertung. 2007 belegte er den sechsten und 2008 den zwölften Gesamtrang.
Seit 2009 ist Saelens nicht mehr als Rennfahrer aktiv.

## Statistik

### Karrierestationen
- 1986–1993: Kartsport
- 1994: Benelux Formel Renault (Platz 3)
- 1995: Europäische Formel Renault (Platz 9)
- 1996: Europäische Formel Renault (Platz 2)
- 1997: Französische Formel-3-Meisterschaft (Platz 3)
- 1998: Französische Formel-3-Meisterschaft (Meister)
- 1999: Internationale Formel-3000-Meisterschaft (Platz 9)
- 2000: Internationale Formel-3000-Meisterschaft (Platz 7)
- 2001: Internationale Formel-3000-Meisterschaft (Platz 10); DTM (Platz 21)
- 2002: Internationale Formel-3000-Meisterschaft (Platz 24); Formel 1 (Testfahrer)
- 2003: American Le Mans Series (Platz 6)
- 2004: Porsche Supercup (Platz 6)
- 2005: Porsche Supercup (Platz 3)
- 2006: Porsche Supercup (Platz 5)
- 2007: Porsche Supercup (Platz 6)
- 2008: Porsche Supercup (Platz 12)

### Le-Mans-Ergebnisse
| Jahr | Team           | Fahrzeug    | Teamkollege          | Teamkollege   | Platzierung | Ausfallgrund |
| ---- | -------------- | ----------- | -------------------- | ------------- | ----------- | ------------ |
| 2003 | JML Team Panoz | Panoz LMP-1 | Benjamin Leuenberger | Scott Maxwell | Ausfall     | Unfall       |

### Sebring-Ergebnisse
| Jahr | Team               | Fahrzeug         | Teamkollege       | Teamkollege | Platzierung | Ausfallgrund |
| ---- | ------------------ | ---------------- | ----------------- | ----------- | ----------- | ------------ |
| 1999 | Team Rafanelli SRL | Rafanelli Mk III | Eric van de Poele | Tomáš Enge  | Ausfall     | Ölleck       |